# Szportyivnaja metróállomás (Moszkva)
A Szportyivnaja (oroszul: Спорти́вная) egy metróállomás a moszkvai metróban, a Szokolnyicseszkaja vonalon. Két szomszédja a Frunzenszkaja és a Vorobjovi Gori. Az állomás a nevét a közelben található Luzsinkij Olimpiai Komplexumról kapta. Az állomást 1957-ben nyitották meg, a vonal első bővítésének keretében. Lehetséges átszállni az Okruzsnaja vonalra, bár ehhez el kell hagyni az állomást.
Az oszlopokat márvány, a plafont pala díszíti. Az állomás része a Moszkvai Metrómúzeum, amely több mint 90 évnyi történelmet örökít meg.

## Fordítás
Ez a szócikk részben vagy egészben  a Sportivnaya (Moscow Metro) című angol Wikipédia-szócikk fordításán alapul. Az eredeti cikk szerkesztőit annak laptörténete sorolja fel. Ez a jelzés csupán a megfogalmazás eredetét és a szerzői jogokat jelzi, nem szolgál a cikkben szereplő információk forrásmegjelöléseként.